# Abbaye de Piedra
L’abbaye de Piedra est un ancien monastère espagnol, un hôtel et un parc, situé près de Nuévalos, province de Saragosse, Aragon, Espagne. Le monastère a été fondé en 1194 par Alphonse II d'Aragon avec douze moines et un abbé du monastère de Poblet, dans un vieux château proche de la rivière Piedra.

## Localisation et toponymie
Le nom de l'abbaye découle de celui de la rivière Piedra.

## Histoire
C'est dans l'Abbaye de Piedra que le chocolat fut pour la première fois préparé en Europe, en 1534. Le moine Jéronimo Aguilar qui accompagnait Hernan Cortés au Mexique envoya les premières fèves de cacao à l'abbé de Piedra, et la recette pour le préparer.